# Michał Petryk
Michał Petryk – tłumacz literatury ukraińskiej, głównie prozy Serhija Żadana, oraz anglojęzycznego piśmiennictwa antropologicznego, laureat Literackiej Nagrody Europy Środkowej Angelus 2015 za przekład  Mezopotamii Serhija Żadana (wspólnie z Adamem Pomorskim). Jego przekład powieści Internat Serhija Żadana znalazł się w finale tej nagrody. Jest też współautorem (z Agnieszką Kościańską) książki Odejdź. Rzecz o polskim rasizmie  (Wydawnictwo Krytyki Politycznej, 2022), nominowanej do Nagrody im. Marcina Króla oraz do Nagrody im. Beaty Pawlak.

## Ważniejsze przekłady
- Serhij Żadan, Arabeski, Wydawnictwo Czarne, 2025.
- Serhij Żadan, W mieście wojna, Wydawnictwo Czarne, 2024.
- Ołeksandr Myched, Zmieszam z węglem twoją krew. Zrozumieć ukraiński wschód, Wydawnictwo Czarne, 2023.
- Wojna 2022, wybór i opracowanie Wołodymyr Rafiejenko, Centrum Mieroszewskiego, przekład wierszy S. Żadana i dziennika W. Wakułenki.
- Haśka Szyjan, Za plecami, Wydawnictwo Czarne, 2023.
- Romana Romanyszyn, Andrij Łesiw, Skąd i dokąd, Wytwórnia, 2022.
- Serhij Żadan, Internat, Wydawnictwo Czarne, 2019.
- Opór i dominacja, red. Agnieszka Pasieka, Katarzyna Zielińska, Zakład Wydawniczy Nomos, 2016, przekład artykułów J. Scotta, J. Okely, B. Aretxaga’i, Ch. Wickhama, M. Kaplan, J.D. Kelly’ego, L. Howe’a, L. Abu-Lughod, O. Starna, S. Mahmood, S. E. Merry.
- Serhij Żadan, Mezopotamia, wspólnie z Adamem Pomorskim, Wydawnictwo Czarne, 2014.
- Witalij Portnikow, Matka Boska w synagodze, Wydawnictwo Most, 2014.
- Serhij Żadan, Woroszyłowgrad, Wydawnictwo Czarne, 2013.
- Dryblując przez granicę, Wydawnictwo Czarne, 2012, przekład esejów Jurija Andruchowycza, N. Śniadanko, O. Uszkałowa, S. Żadana.
- Antropologia seksualności. Teoria, etnografia, zastosowanie, red. Agnieszka Kościańska, Wydawnictwa Uniwersytetu Warszawskiego, 2012.
- Badania w działaniu. Pedagogika i antropologia zaangażowane, red. Hana Červinková i Bogusława D. Gołębniak, Wydawnictwo Dolnośląskiej Szkoły Wyższej, 2010, przekład artykuły: J. Bennetta, P. Lipman, L. Lassitera, S. Taxa, D. Foleya, wspólnie z Agnieszką Kościańską.
- Sofija Andruchowycz, Siomga, Wydawnictwo Czarne, 2009.
- Serhij Żadan, Odsetek samobójstw wśród klaunów, fotoTAPETA, 2009.
- Jurij Andruchowycz, Tajemnica, Wydawnictwo Czarne, 2008.
- Sofija Andruchowycz, Kobiety ich mężczyzn, Wydawnictwo Czarne, 2006.
- Serhij Żadan, Anarchy in UKR, Wydawnictwo Czarne, 2007/2021.
- Serhij Żadan, Hymn młodzieży demokratycznej, Wydawnictwo Czarne, 2007, 2021.
- Gender. Perspektywa antropologiczna, red. Renata Hryciuk i Agnieszka Kościańska, Wydawnictwa Uniwersytetu Warszawskiego, 2007, przekład artykułów F. Pine, Judith Okely, H. Whitehead, wspólnie z Agnieszką Kościańską.
- Serhij Żadan, Depeche Mode, Wydawnictwo Czarne, 2006, 2021.
- Irena Karpa, Freud by płakał, Wydawnictwo Czarne, 2006.
- Alfred Reginald Radcliffe-Brown, Wyspiarze z Andamanów, wspólnie z Agnieszką Kościańską, Wydawnictwo Marek Derewiecki, 2006.
- Serhij Żadan, Big Mac, Wydawnictwo Czarne, 2005, 2021.
- Serhij Żadan, Wiersze, Kafka Zeitschrift, nr 14, 2004.